# Thyone (satelit)
Thyone (/ti'o.ne/), cunoscut și ca Jupiter XXIX, este un satelit natural neregulat, retrograd al lui Jupiter. El a fost descoperit de o echipă de astronomi de la Universitatea din Hawaii condusă de Scott S. Sheppard, et al. în 2001 și i-a fost dată denumirea provizorie de S/2001 J 2.
Thyone are aproximativ 4 kilometri în diametru și orbitează în jurul lui Jupiter la o distanță medie de 21.605.000 de kilometri în 603,58 zile, la o înclinație de 147,28° față de ecliptică (146,93° față de ecuatorul lui Jupiter) cu o excentricitate de 0,25260. Viteza sa orbitală medie este de 2,43 km/s
În august 2003 el a fost denumit în cinstea lui Thyone, mai bine cunoscută sub numele de Semele, una dintre iubitele lui Zeus și mama lui Dionis în mitologia greacă.
Thyone face parte din Grupul Ananke. Un grup de sateliți neregulați retrograzi care orbitează în jurul lui Jupiter între 19,3 și 22,7 Gm, la înclinații de aproximativ 150°.

Thyone fotografiat de CFHT pe 10 decembrie 2001, la o zi după descoperirea sa